# Род и Тод Фландерс
Род и Тод Фландерс су измишљени ликови из анимиране ТВ серије Симпсонови. Гласове су им позајмиле Памела Хајден и Ненси Картрајт.